# Polnischer Filmpreis/Bestes Drehbuch
Polnischer Filmpreis: Bestes Drehbuch (Najlepszy scenariusz)
Gewinner und Nominierte in der Kategorie Bestes Drehbuch seit der ersten Verleihung des Polnischen Filmpreises im Jahr 1999. 

## 1990er Jahre

### 1999
Jiří Křižan – Der Bastard muss sterben (Je treba zabít Sekala / Zabić Sekala)
Tadeusz Chmielewski – U Pana Boga za piecem
Jan Jakub Kolski – Historia kina w Popielawach
Dorota Kędzierzawska – Nic
Andrzej Kondratiuk – Złote runo
Leszek Wosiewicz – Kroniki domowe

## 2000er Jahre

### 2000
Krzysztof Krauze und Jerzy Morawski – Die Schuld (Dług)
Robert Brutter und Maciej Dutkiewicz – Fuks
Lech Majewski und Maciej Melecki – Wojaczek
Jerzy Stuhr – Tydzień z życia mężczyzny
Andrzej Wajda – Pan Tadeusz

### 2001
Krzysztof Zanussi – Życie jako śmiertelna choroba przenoszona drogą płciową
Cezary Harasimowicz – Daleko od okna
Maciej Karpiński und Márta Mészáros – Töchter des Glücks (Córy szczęścia / A szerencse lányai)
Krzysztof Kieślowski – Das große Tier (Duże zwierzę)
Jan Purzycki – Prymas. Trzy lata z tysiąca

### 2002
Robert Gliński und Jacek Wyszomirski – Tereska (Cześć Tereska)
Yurek Bogayevicz – Edges of the Lord – Verlorene Kinder des Krieges (Edges of the Lord / Boże skrawki)
Lech Majewski, Bronisław Maj, Ireneusz Siwiński – Angelus
Mariusz Malec – Człowiek wózków
Wojciech Marczewski – Weiser
Piotr Wereśniak – Stacja

### 2003
Marek Koterski – Der Tag eines Spinners (Dzień świra)
Ronald Harwood – Der Pianist (The Pianist / Pianista)
Wojciech Lepianka und Piotr Trzaskalski – Edi
Anna Świerkocka und Maciej Świerkocki – Tam i z powrotem
Przemysław Wojcieszek – Głośniej od bomb

### 2004
Andrzej Jakimowski – Zmruż oczy
Mateusz Bednarkiewicz und Dariusz Gajewski – Warschau (Warszawa)
Ryszard Brylski – Żurek

### 2005
Wojciech Smarzowski – Eine Hochzeit und andere Kuriositäten (Wesele)
Wojciech Kuczok – Pręgi
Krzysztof Krauze und Joanna Kos-Krauze – Mein Nikifor (Mój Nikifor)
Juliusz Machulski – Vinci

### 2006
Grzegorz Łoszewski – Der Gerichtsvollzieher (Komornik)
Dorota Kędzierzawska – Jestem
Krzysztof Zanussi – Persona non grata

### 2007
Marek Koterski – Wszyscy jesteśmy Chrystusami
Krzysztof Krauze und Joanna Kos-Krauze – Plac Zbawiciela
Jarosław Sokół – Statyści

### 2008
Andrzej Barański – Parę osób, mały czas
Andrzej Jakimowski – Kleine Tricks (Sztuczki)
Dorota Kędzierzawska – Pora umierać

### 2009
Waldemar Krzystek – Mała Moskwa
Ewa Piaskowska und Jerzy Skolimowski – Vier Nächte mit Anna (Cztery noce z Anną)
Małgorzata Szumowska – 33 Szenen aus dem Leben (33 sceny z życia)

## 2010er Jahre

### 2010
Andrzej Bart – Rewers
Ryszard Bugajski und Krzysztof Łukaszewicz – Generał Nil
Łukasz Kośmicki und Wojciech Smarzowski – Dom zły

### 2011
Jacek Borcuch – Alles, was ich liebe (Wszystko, co kocham)
Feliks Falk – Joanna
Ewa Piaskowska und Jerzy Skolimowski – Essential Killing

### 2012
Michał Szczerbic – Róża
Jan Komasa – Suicide Room (Sala samobójców)
Janusz Margański und Greg Zglinski – Wymyk
David F. Shamoon – In Darkness (W ciemności)

### 2013
Wojciech Smarzowski – Drogówka
Marcin Krzyształowicz – Obława
Maciej Pisuk – Jesteś Bogiem
Roman Polański und Yasmina Reza – Der Gott des Gemetzels (Carnage / Rzeź)

### 2014
Maciej Pieprzyca – In meinem Kopf ein Universum (Chce się żyć)
Andrzej Jakimowski – Imagine
Rebecca Lenkiewicz und Paweł Pawlikowski – Ida

### 2015
Krzysztof Rak – Bogowie
Władysław Pasikowski – Jack Strong
Wojciech Smarzowski – Pod mocnym aniołem

### 2016
Kinga Dębska – Moje córki krowy
Michał Englert und Małgorzata Szumowska – Body (Ciało)
Jerzy Skolimowski – 11 minut

### 2017
Robert Bolesto – Die letzte Familie (Ostatnia rodzina)
Maciej Pieprzyca – Jestem mordercą
Wojciech Smarzowski – Sommer 1943 – Das Ende der Unschuld (Wołyń)

### 2018
Piotr Domalewski – Cicha noc
Agnieszka Holland und Olga Tokarczuk – Die Spur (Pokot)
Krzysztof Rak – Sztuka kochania. Historia Michaliny Wisłockiej

### 2019
Janusz Głowacki und Paweł Pawlikowski – Cold War – Der Breitengrad der Liebe (Zimna wojna)
Marek Koterski – 7 uczuć
Wojciech Rzehak und Wojciech Smarzowski – Kler

## 2020er Jahre

### 2020
Mateusz Pacewicz – Corpus Christi (Boże Ciało)
Andrea Chalupa – Red Secrets – Im Fadenkreuz Stalins (Mr. Jones / Obywatel Jones)
Andrzej Gołda und Marcin Krzyształowicz – Pan T.
Maciej Pieprzyca – Ikar. Legenda Mietka Kosza
Andrzej Żuławski – Mowa ptaków

### 2021
Mariusz Wilczyński – Kill It and Leave This Town (Zabij to i wyjedź z tego miasta)
Piotr Domalewski – Jak najdalej stąd
Andrzej Gołda – 25 Jahre Unschuld (25 lat niewinności. Sprawa Tomka Komendy)
Marek Epstein – Charlatan (Šarlatán)
Mateusz Pacewicz – The Hater (Sala samobójców. Hejter)

### 2022
Jasmila Žbanić – Quo Vadis, Aida?
Łukasz Grzegorzek – Mein wundervolles Leben (Moje wspaniałe życie)
Kaja Krawczyk-Wnuk – Ungesühnte Schläge (Żeby nie było śladów)
Michał Oleszczyk, Łukasz Ronduda, Katarzyna Sarnowska – Wszystkie nasze strachy
Wojciech Smarzowski – Wesele